# Kovács Tibor (festő)
Kovács Tibor (Budapest, 1959. március 6. –) magyar festőművész, tanár.

## Életrajza
1959-ben Budapesten született. Alap- és középfokú tanulmányait Szekszárdon végzi. Már gyermekkorában a városi rajziskola tagja. 1983-ban szerez diplomát, majd a pécsi Tanárképző Főiskolán Keserű Ilona tanítványa. Tanulmányait rajztanári diplomával fejezi be. 1987-től tanít és aktívan fest. Munkáit kezdetben tájképek, életképek és portrék alkotják. A 90-es évek közepére művészete letisztul, kibontakozik önálló arculata. Egyedi, csak rá jellemző képi világot hoz létre. Alkotásaiban meghatározóak lesznek az intenzív színek, a stilizált, olykor geometriai formákká redukált vizuális elemek és alakok. Olyan elvont, gondolati világot hoz létre, amelyben az emberi kapcsolatok és gesztusok összetett képi viszonylatokban jelennek meg. Alkotásaival –Magyarországon és külföldön - számtalan galériában és kiállítóhelyen találkozhatott a közönség.

## Kiállítások
- 1997. március 24. – Szekszárd, Zug
- 1997. május 26.   – Őcsény, faluház
- 1997. augusztus 9. – Szentendre, Tasi Galéria
- 1997. szeptember 29. – Szekszárd, I. Béla Gimnázium
- 1998. május – Őcsény, Őcsényi galéria
- 1998. május 11. – Szekszárd, Babits Mihály Művelődési ház
- 1998. július 11. – Toronto (Kanada), Dominus Stúdió Galéria A kiállítás címe: Mythology
- 1998. november 12. – Budapest, Suzuki Ház GalériaA kiállítás címe: Színek és gesztusok
- 1999. március 8. – Decs, faluház
- 1999. október 15. – Győr, Győr-Ménfőcsanak Bezeredj Kastély kápolnája
- 2000. március 25. – Szentendre, Tasi Galéria A kiállítás címe: „Az új évezred hajnalán, A kereszténység 2000 éves, Magyarország 1000 éves”
- 2000. április 11. – Győr, József Attila Művelődési ház
- 2000. szeptember 15. – Balatonalmádi, Városháza padlásgalériája
- 2001. június 1. – Székesfehérvár, Barátság háza kiállítóterme
- 2001. augusztus 11. – Révfülöp, Tóparti galéria
- 2001. december 4.  – Szekszárd, Dienes Valéria Általános Iskola folyosógalériája
- 2002. január 30. – Tamási, Tamási Galéria
- 2002. augusztus 29. – Szekszárd, Babits Mihály Művelődési ház A kiállítás címe: MŰVÉSZKEZEK TOLNÁBAN (Tolna megyei művésztanárok kiállítása)
- 2002. október 12. – Tokaj, Tokaji ortodox templom és kiállítóterem 3. Nemzetközi Képzőművészeti és Iparművészeti kiállítás (A Tokaji Galéria és Képzőművészeti Szalon rendezésében)
- 2002. október 20. – Kalocsa, Városi galéria
- 2003. március 21. – Szekszárd, Csapó Dániel Mezőgazdasági Szakképző Intézet
- 2003. május 13. – Siófok, Dél-Balatoni Kulturális Központ
- 2003. szeptember 27. – Szentendre, Tasi Galéria
- 2004. április 23. – Tata, MAGYARY ZOLTÁN VÁROSI és MEGYEI MŰVELŐDÉSI KÖZPONT GALÉRIÁJA
- 2004. augusztus 7. – Szentendre, CÉH GALÉRIA
- 2004. szeptember 17. – Dombóvár, MŰVELŐDÉSI HÁZ
- 2004. október 15. – Szekszárd, ÖSSZKÉZ GALÉRIA
- 2005. március 9. – Baja, JÓZSEF ATTILA MŰVELŐDÉSI KÖZPONT
- 2005. június 1. – Fonyód, VILLA GALÉRIA
- 2005. augusztus 19. – Szentendre, CÉH GALÉRIA
- 2005. szeptember 13. – Nagykanizsa, HEVESI SÁNDOR MŰVELŐDÉSI KÖZPONT KIÁLLÍTÓTERME
- 2006. március 31. – Mohács, Kossuth Filmszínház kamaraterme
- 2006. május 12. – Balatonkenese, faluház
- 2006. augusztus 19. – Szentendre, Céh galéria
- 2007. március 28. – Marcali, Bernáth Aurél Galéria
- 2007. június 7. – Budapest, Pagoda Galéria
- 2007. július 10. – Budapest, Unió Galéria
- 2007. augusztus 17. – Szentendre, Céh Galéria
- 2007. október 1. – Göd, Olajfa művészház
- 2007. november 6.  – Cegléd, Duo Galéria
- 2008. február 8.   – Vasvár, Castrum galéria
- 2008. május 5. - Debrecen, Misztika Galéria
- 2008. május 31. - Balatonboglár, Vörös és Kék kápolna
- 2008. június 20. - Torontó (Kanada), Magyar Kulturális Központ
- 2008. augusztus 23. - Szentendre, Céh Galéria
- 2008. október 11. - Dunaújváros, Bartók Kamaraszínház és Művészetek Háza
- 2009. január 31. - Szombathely, Savaria Ifjúsági Centrum, Oladi galériája
- 2009. június 9. - Hévíz, Hévíz Galéria
- 2009. július 10. - Szekszárd, Művészetek Háza ( 50 év - 50 kiállítás )
- 2009. augusztus 14. Szentendre, Céh Galéria
- 2010. január 22. - Sárpilis, Bogár István Általános Iskola
- 2010. március 17. - Várpalota, Művelődési Központ
- 2010. június 19. - Balatonföldvár, Bajor Gizi Közösségi Ház
- 2010. augusztus 19. - Szentendre, Art Decor Galéria
- 2010. szeptember 19. - Tihany, Bencés Apátság
- 201. november 6. - Esztergom, El Greco Galéria
- 2011. január 20. - Várdomb, Iskolagaléria
- 2011. május 4. - Veszprém, Városi Művelődési Központ
- 2011. június 4. - Alsóörs, Török Ház
- 2011. július 21. - Balatonkenese, Honvéd Üdülő
- 2011. szeptember 9. - Dunaföldvár, Vár - Ispánház Galéria
- 2012. március 29. - Szigetvár, Sóház Galéria
- 2012. június 1. - Balatonszemes, Latinovits Zoltán Művelődési Központ
- 2012. július 21. - Torontó (Kanada), Parameter Club
- 2013. március 23. - Szentendre, Art Decor Galéria
- 2013. május 11. - Zirc, Békefi Antal Közművelődési Központ
- 2013. augusztus 2. - Csopak, Csopak Galéria
- 2013. október 4. - Villány, Városi Kiállító
- 2014. március 21. - Mórahalom, "Aranyszöm" Rendezvényház
- 2014. május 17. - Simontornya, Vár
- 2015. március 10. - Bonyhád, Vörösmarty Mihály Művelődési Központ
- 2015. július 25. - Balatongyörök, Közösségi Ház
- 2016. október 7. - Lenti, Városi Művelődési Központ
- 2017. március 24. - Szolnok, Aba-Novák Kulturális Központ
- 2017. augusztus 16. - Gyenesdiás, Közösségi Ház
- 2017. október 13. - Lendva (Szlovénia), Magyar Nemzetiségi Művelődési Intézet
- 2018. május 9. - Szekszárd, Tolna Megyei Illyés Gyula Könyvtár
- 2018. július 7. - Torontó (Kanada), Szent Erzsébet Magyar Templom, Erzsébet Galéria
- 2018. szeptember 26. - Komló, Közösségi Ház
- 2019. március 9. - Szekszárd, Vármegyeháza (60 éves jubileumi kiállítás)
- 2019. június 22. - Örvényes, Faluház
- 2019. október 4. - Kiskőrös, Petőfi Sándor Művelődési Központ
- 2020. október 9. - Sárvár, Nádasdy-vár